# Wangen (Stuttgart)
Koordinaten: 48° 46′ N, 9° 15′ O
Wangen ist ein am linken Ufer des Neckars liegender Stadtbezirk von Stuttgart. Er ist umgeben von Hedelfingen, Untertürkheim und Stuttgart-Ost (Gaisburg). Zugehörig ist die Inselsiedlung.

## Geschichte
Wangen wurde erstmals (zusammen mit Stuttgart) am 8. März 1229 in einer Urkunde des Papstes Gregor IV. für das Kloster Bebenhausen erwähnt. Aber schon zur Zeit der Kelten und Alemannen war der Ort bewohnt. Wangen kam wohl bereits um 1130 zum Hause Württemberg.
Wegen der regelmäßigen Überschwemmungen des Neckars lag das alte Dorf nur an erhöhter Stelle, erst als der Neckar Ende der 1920er Jahre zur Schiffbarmachung kanalisiert wurde, war das Hochwasser gebannt und Wangen erhielt viel neues bebaubares Gelände.
Mit der Verwaltungsreform des Landes Württemberg 1818 gehörte die ehemals selbständige Gemeinde Wangen zum Oberamt Cannstatt und damit zum Neckarkreis. 1882 erhielt Wangen Marktgerechtigkeit und wurde am 1. April 1905 gemeinsam mit Untertürkheim und Cannstatt nach Stuttgart eingemeindet.
Bei der Einteilung der Stadt Stuttgart in Stadtbezirke im Jahre 1956 wurde Wangen zu einem eigenständigen Stadtbezirk erklärt, der auch bei der Neugliederung der Stuttgarter Stadtteile zum 1. Januar 2001 nicht verändert wurde. Der Stadtbezirk Wangen besteht somit bis heute lediglich aus einem Stadtteil (Wangen).
| Das Bezirksrathaus | Wangen um 1900 | „Stadtzeichen 69/74“ von Otto Herbert Hajek |

## Verkehr

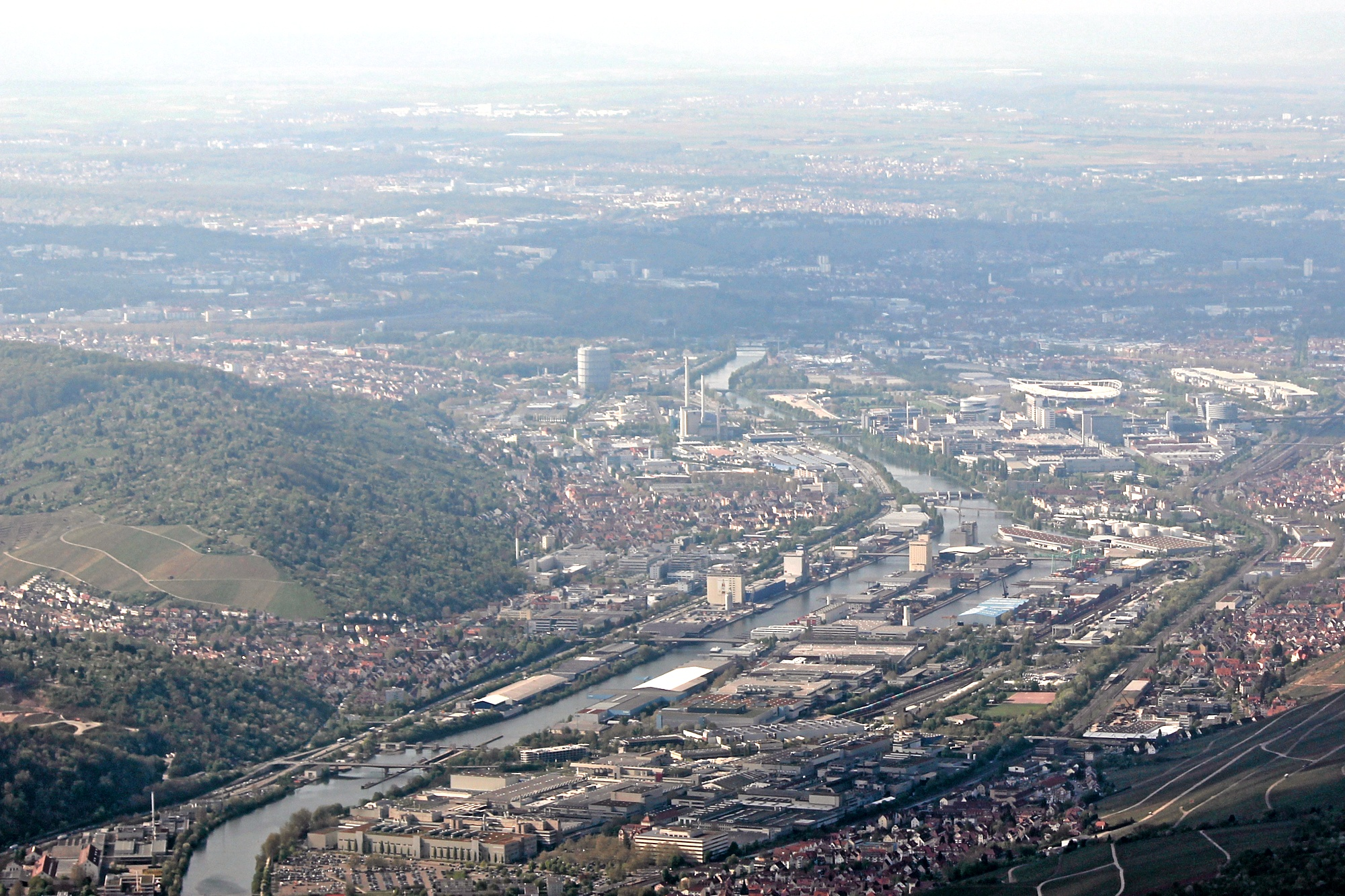
Luftaufnahme

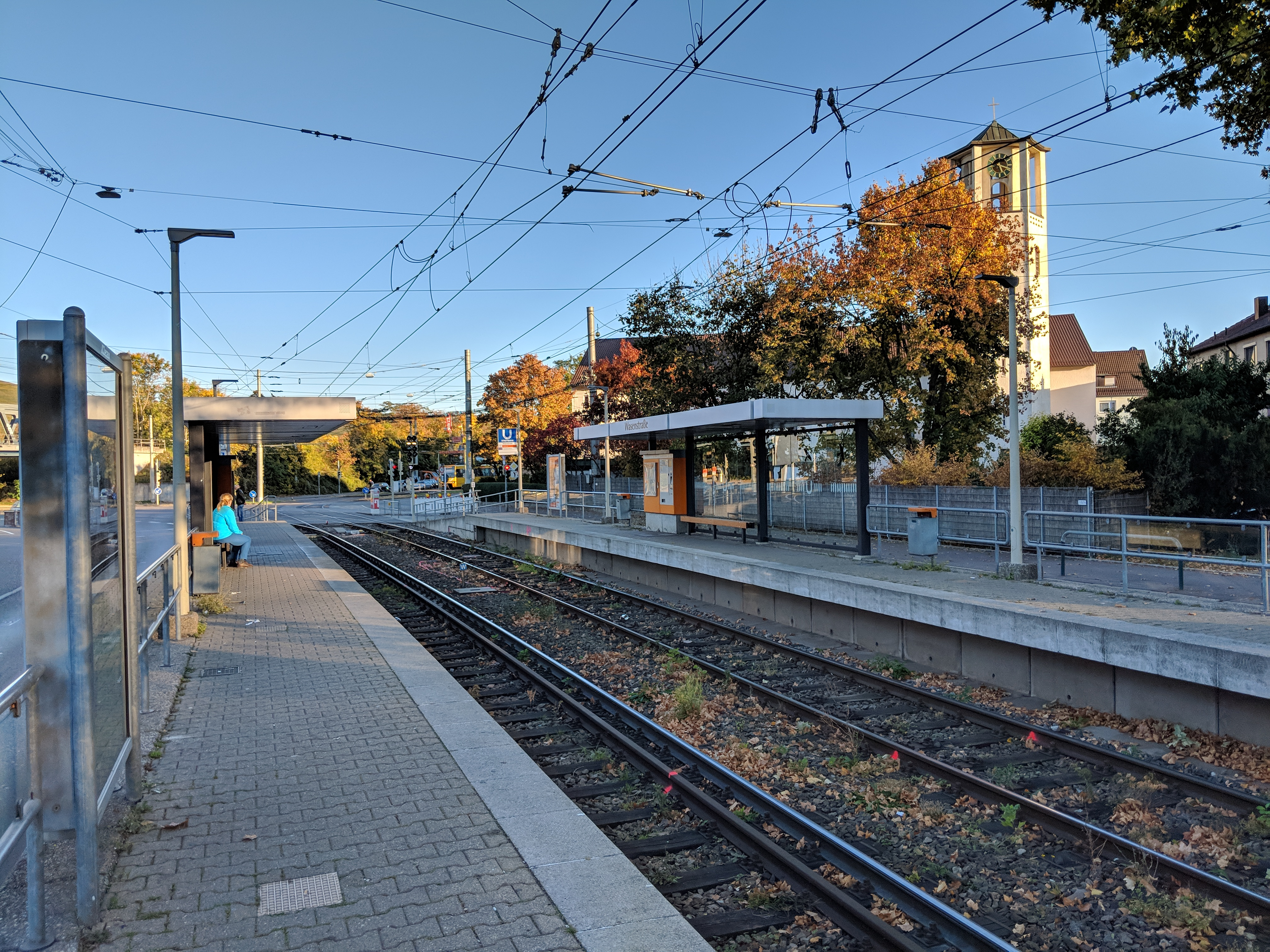
Die Stadtbahnhaltestelle Wasenstraße

### Fernstraße
Der Stadtbezirk Wangen ist gut über die B 10 (Karlsruhe – Stuttgart – Ulm) zu erreichen.

### Stadtbahn
Der fahrplanmäßige Straßenbahnbetrieb und damit der Anschluss an das Stuttgarter Vorort-Straßenbahnnetz erfolgte am 4. November 1910 mit der Linie 15 vom Schlossplatz über Gaisburg bis Wangen.
Weiterhin ist Wangen gut mit den Stadtbahnlinien U4 (Hölderlinplatz – Charlottenplatz – Gaisburg – Untertürkheim Bf), U9 (Vogelsang – Hauptbahnhof – Raitelsberg – Hedelfingen) und U13 (Giebel – Bad Cannstatt – Untertürkheim Bf – Hedelfingen) zu erreichen.
Folgende Stadtbahnhaltestellen liegen im Stadtbezirk Wangen: Brendle (Großmarkt), Im Degen, Inselstraße, Wasenstraße, Wangen Marktplatz und Stadtwerke Stuttgart (ehem. Hedelfinger Str.).

### Radverkehr
Durch Wangen soll künftig die Hauptradroute (HRR) 2 der Stadt Stuttgart zwischen dem Stadtzentrum und Esslingen führen. Sie soll von Stuttgart-Ost kommend durch die Ulmer Straße in die Ortsmitte führen und auf der Hedelfinger Straße weiter nach Hedelfingen. Sie ist aber noch nicht fertiggestellt und nicht ausgeschildert. Richtung Stuttgart-Ost nutzen die Radfahrer derzeit meist die Nähterstraße und deren Verlängerung, die ebenfalls nicht ausgeschildert ist. 
Zwischen Wangen und Untertürkheim ist überdies die HRR 2.1 vorgesehen. Am Neckar zweigt nach links die HRR 11 zu den Mineralbädern ab, die aber von der rechten Straßenseite aus nicht erreichbar ist.

### Hafen
Der nordwestliche Teil des Stuttgarter Hafens gehört zum Stadtbezirk, auch die Gleise der Hafenbahn Stuttgart erschließen die Wangener Industriegebiete.

## Kultur und Sehenswürdigkeiten

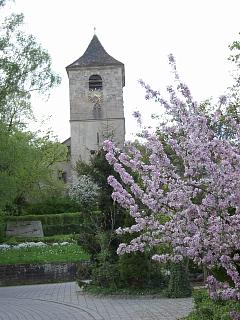
Michaelskirche

- Die Michaelskirche – um 1250 erbaut – ist eine der ältesten Kirchen in Stuttgart.
- Die Kelter aus dem Jahr 1713 mit einer großen, freitragenden Dachkonstruktion wird als Feuerwehrhaus und als Markthalle genutzt.

→ siehe dazu Weinbau in Stuttgart
- Sechs Meter hohe Stahlplastik „Stadtzeichen 69/74“ von Otto Herbert Hajek – früher Kleiner Schlossplatz – jetzt in der Wangener Ulmer Straße.
- Ehren- und Mahnmal vor der Michaelskirche Im Kirchweinberg 2 aus dem Jahre 1969 von dem Bildhauer Heinrich Körner zur Erinnerung an die Toten der Weltkriege und an die Opfer der NS-Gewaltherrschaft[3]
- Durch die Naherholungsgebiete Wangener Berg und Wangener Höhe mit vielen Gärten und Weinbergen führen Spazierwege zu den Aussichtsplätzen und Gartenwirtschaften.
- Der 1919 gegründete Musikzug der Freiwilligen Feuerwehr Stuttgart Abteilung Wangen, ist der einzige in Stuttgart.

## Politik
Dem Bezirksbeirat Wangen gehören auf Grund der Einwohnerzahl des Stadtbezirks 9 ordentliche und ebenso viele stellvertretende Mitglieder an.
Seit der letzten Kommunalwahl 2024 gilt folgende Sitzverteilung:
- CDU: 2
- B90/Die Grünen: 2
- SPD: 1
- AfD: 1
- Freie Wähler: 1
- FDP: 1
- Die Linke: 1

### Wappen
| Wappen von Wangen | Blasonierung: „In Silber ein pfahlweis gestellter grüner Eichenzweig mit sechs grünen Blättern, oben eine rote Eichel.“ |
| Wappen von Wangen | Wappenbegründung: Der Ort benutzte bis 1763 keine Wappen oder Siegel, bis ein Siegel hergestellt wurde, das eine Eichel, einen Stern und den Buchstaben W zeigte. Die Figuren wurden nicht in einem Schild platziert. Das gezeigte Wappen erschien erstmals auf einem Siegel aus dem Jahr 1820. Die Farben wurden 1904 definiert. Der Ursprung oder die Bedeutung der Eichel ist nicht bekannt. |

## Ehrenbürger
- 1905 wurde Ernst Geiger (1866–1932) als letzter Schultheiß von Wangen zum Ehrenbürger ernannt.

## Unternehmen
- Kodak – Die deutsche Kodak Gesellschaft wurde im Jahre 1896 in Berlin gegründet. 1931 erwarb Kodak das Dr.-August-Nagel-Kamerawerk in Stuttgart-Wangen. Es wurde ab dem Kriegsende Firmensitz und Standort der Kodak AG Deutschland. Hier wurden schon ab 1934 die legendären RETINA Kameras gebaut.
- Sony – Forschungszentrum Deutschland (ehemals Sony-Wega)
- Kabel BW – Das Unternehmen ist Vorreiter bei Triple Play und bietet neben Fernsehen auch Telefonie (VoIP) und Internet an.
- Infotec – Das Unternehmen ist Teil der Ricoh Family Group mit über 75.000 Mitarbeitern weltweit.